# Buffalo Wild Wings
Buffalo Wild Wings (ursprünglich Buffalo Wild Wings & Weck, daher das Kürzel BW3) ist eine US-amerikanische Franchise-Schnellrestaurantkette, welche sich auf Buffalo Wings, zugehörige Soßen und Sportbars spezialisiert hat. Das Unternehmen hat Standorte in allen Staaten der Vereinigten Staaten, Kanada, Indien, Mexiko, Oman, Panama, den Philippinen, Saudi-Arabien, den Vereinigten Arabischen Emiraten und Vietnam. Im Juni 2017 gab es 1.238 Standorte (625 im direkten Besitz des Unternehmens und 612 im Franchising). Buffalo Wild Wings ist eine Tochtergesellschaft von Inspire Brands und hat seinen Hauptsitz in Sandy Springs in Georgia.
Ein alternativer Spitzname, der in letzter Zeit von dem Unternehmen verwendet wurde, ist B-Dubs. Die Kette ist vor allem für ihre Hähnchenflügel nach Buffalo-Art mit mehr als einem Dutzend Soßen bekannt, aber auch für eine Reihe anderer Produkte wie Hähnchenschenkel und -filets. Auf der Speisekarte der Kette stehen auch Vorspeisen, Burger, Tacos, Salate und Desserts sowie Bier, Wein und andere Getränke.

## Geschichte
Buffalo Wild Wings & Weck wurde 1982 von Jim Disbrow und Scott Lowery gegründet. Lowerys Eltern waren Disbrows Vormund geworden, da sie seine Eiskunstlauftrainer waren. Nachdem Disbrow einen Amateur-Eiskunstlaufwettbewerb an der Kent State University beendet hatte, trafen sich die beiden, um ein paar Chicken Wings nach Buffalo-Art zu essen. Da sie kein Restaurant fanden, das diese servierte, beschlossen sie, ihr eigenes Restaurant zu eröffnen. Das erste Restaurant wurde unter dem Namen Buffalo Wild Wings & Weck in der Nähe der Kent State University in Columbus eröffnet und servierte neben Chicken Wings auch das Gericht Beef on weck.
Das Unternehmen begann 1992 in Zusammenarbeit mit Francorp, einer in Chicago ansässigen Anwaltskanzlei, mit dem Franchising. Die ursprüngliche Franchisegebühr betrug 15.000 bis 20.000 $ plus einen Prozentsatz des Umsatzes. Die in Flaschen abgefüllten Soßen wurden damals von Wilsey, Inc. aus Atlanta hergestellt. Der erste Hauptsitz des Unternehmens wurde 1992 in Cincinnati eingerichtet, welcher später nach Minneapolis und schließlich nach Sandy Springs verlegt wurde. Bis 1993 kamen acht weitere Standorte hinzu, hauptsächlich in Ohio. Der hundertste Standort wurde 1999 eröffnet, nachdem das Unternehmen ein Jahr zuvor beschlossen hatte, nur noch unter dem Namen Buffalo Wild Wings zu firmieren. 2010 erfolgte die Expansion nach Kanada und 2015 wurde das erste Restaurant in Dubai eröffnet.
Im November 2017 gaben die Roark Capital Group und The Wendy’s Company, die Miteigentümer der Arby’s Restaurant Group, ihren Plan bekannt, die Kette für rund 2,4 Milliarden US-Dollar zuzüglich Schulden zu kaufen. Dieser Deal wurde am 5. Februar 2018 abgeschlossen, wobei die Arby’s Restaurant Group in Inspire Brands umbenannt und als Holdinggesellschaft für Arby’s, Buffalo Wild Wings und R Taco gegründet wurde. Inspire Brands beabsichtigt, dass jedes Restaurant seine individuellen Marken, Namen und Logos behält und autonom operiert.

## Galerie

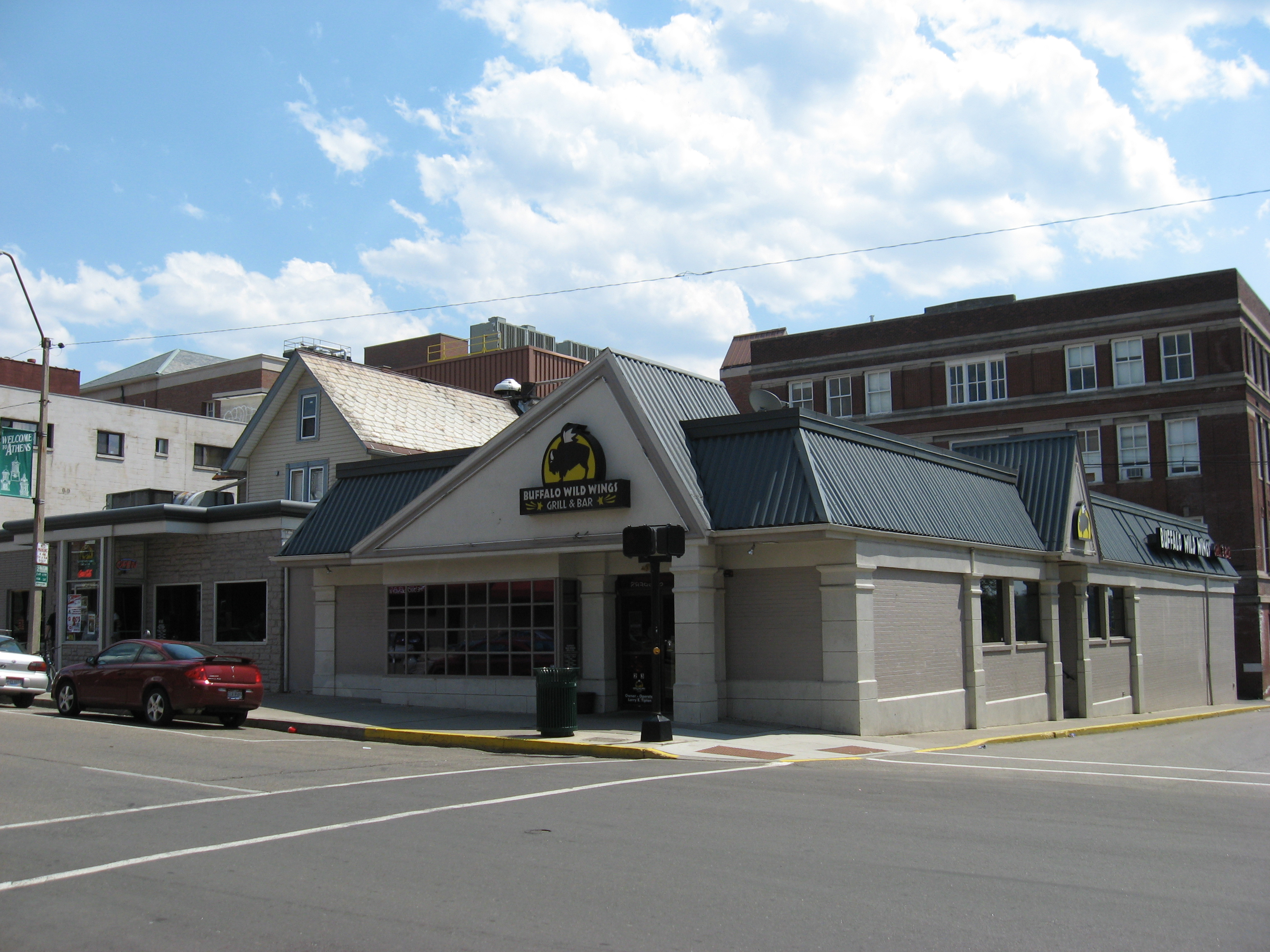
Buffalo Wild Wings in Athens (Ohio)
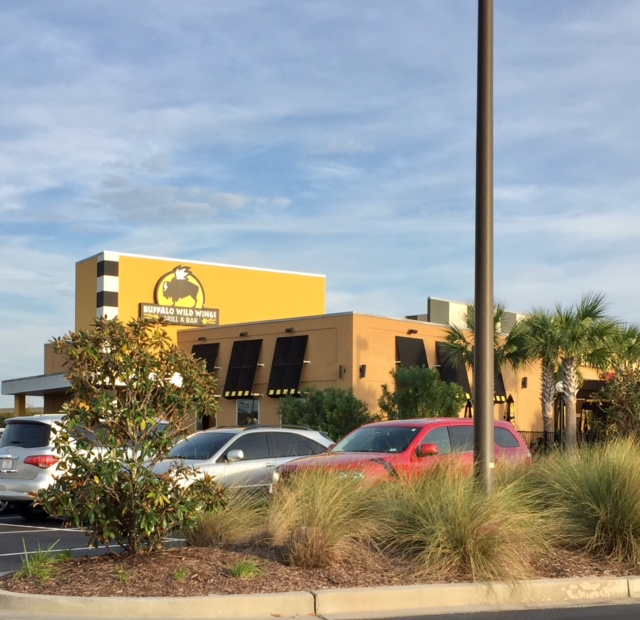
Äußeres eines Standorts in South Carolina
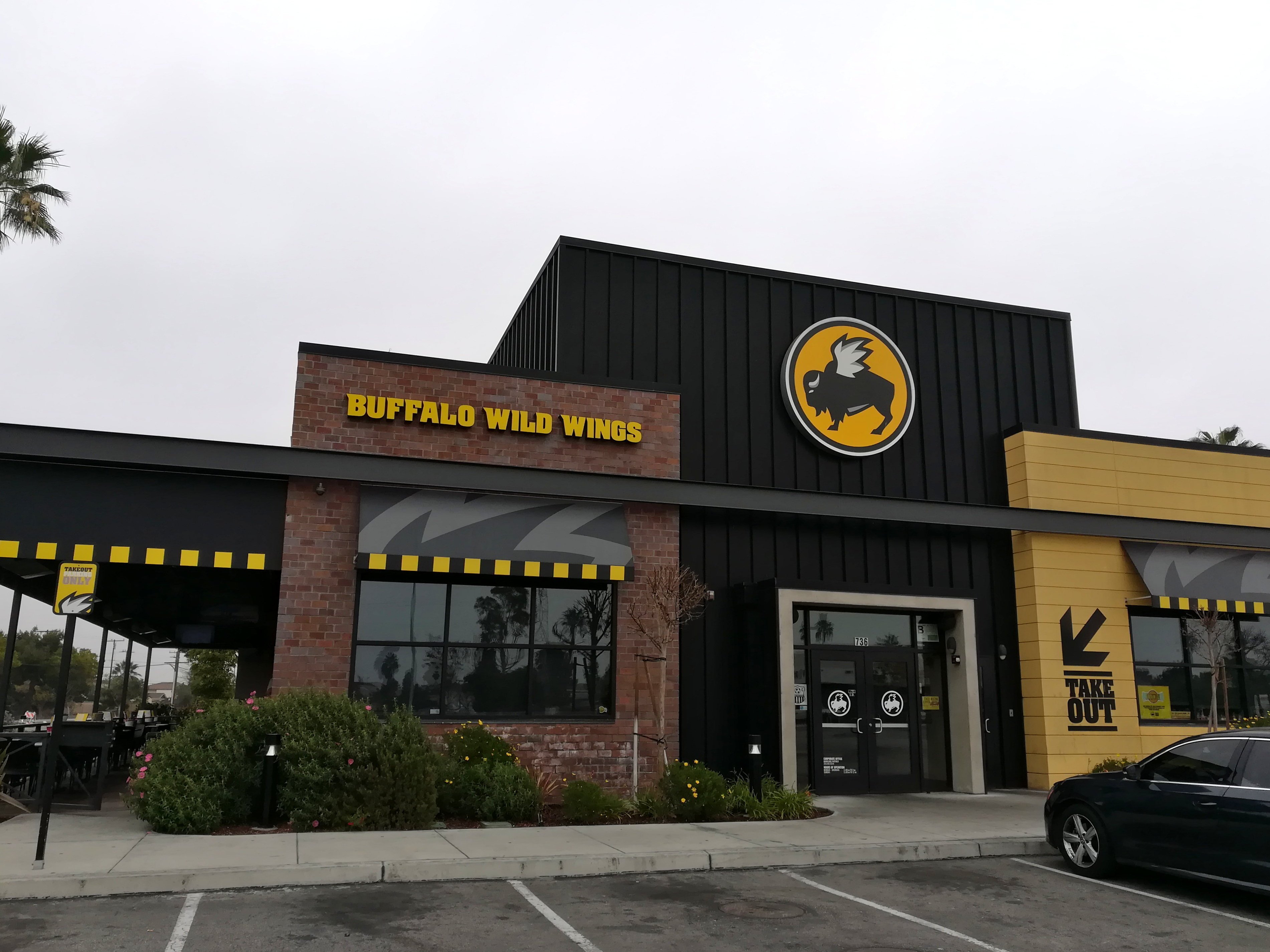
Ein Buffalo Wild Wings in Kalifornien
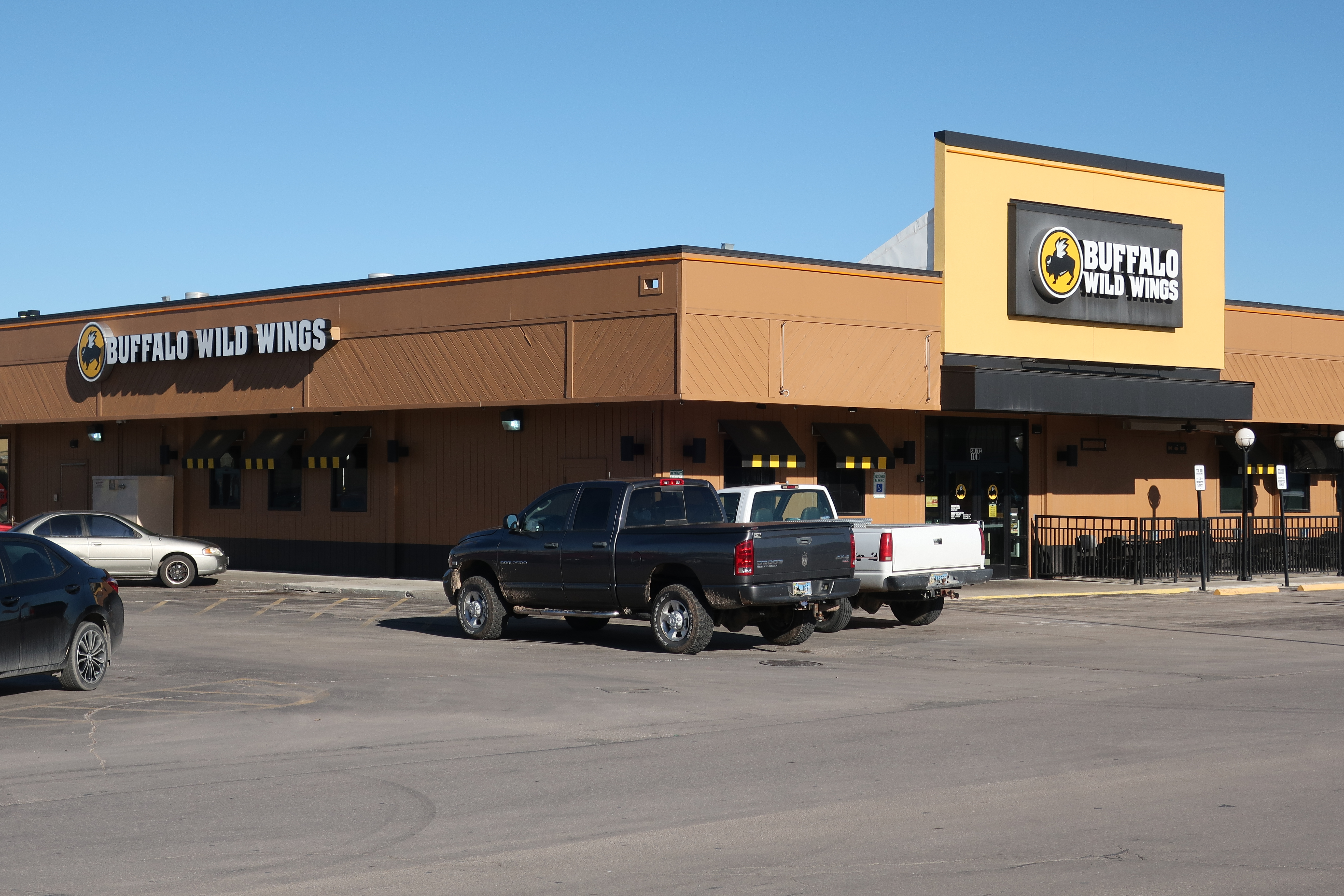
Ein Buffalo Wild Wings in Wyoming
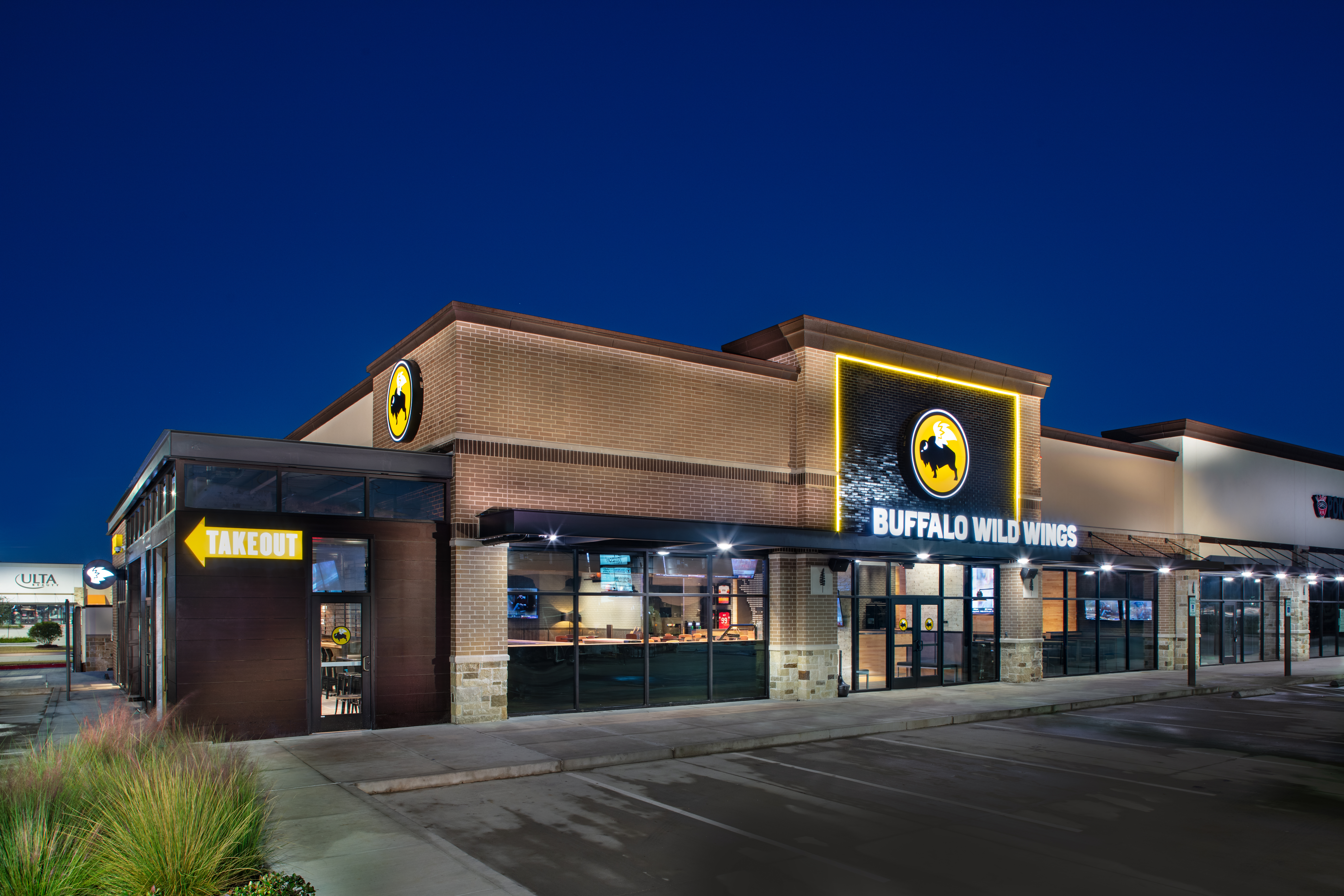
Buffalo Wild Wings Sportsbar in Texas
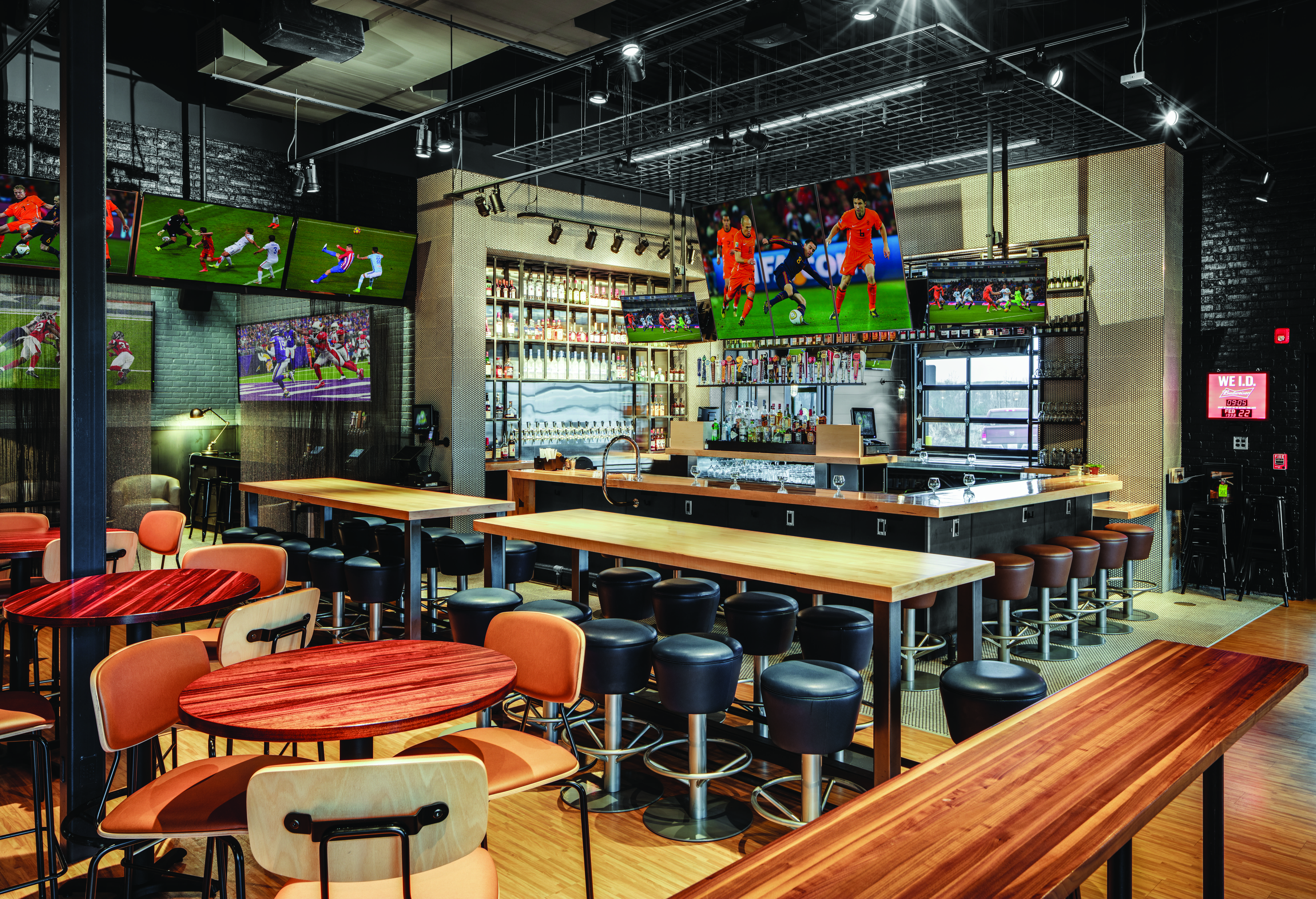
Inneneinrichtung einer Buffalo Wild Wings Sportbar in North Carolina